# My Beautiful Dark Twisted Fantasy
My Beautiful Dark Twisted Fantasy è il quinto album in studio del rapper statunitense Kanye West, pubblicato il 22 novembre 2010 dalla Roc-A-Fella e Def Jam.
Le sessioni di registrazione per l'album si sono svolte prevalentemente presso l'Avex Recording Studio a Honolulu, nelle Hawaii, tra il 2009 e 2010 a seguito di un periodo di pausa dalle scene musicali. In veste di produttore esecutivo, Kanye West ha lavorato insieme ad un folto numero di musicisti e produttori tra cui Jeff Bhasker, RZA, No I.D. e Mike Dean. Caratterizzato da una struttura narrativa e musicale complessa, My Beautiful Dark Twisted Fantasy incorpora elementi desunti dalle opere precedenti del rapper, incluso il soul, l'electro e le sinfonie, e presenta temi riguardanti l'eccesso e le celebrità.
L'album ha debuttato direttamente al numero uno della Billboard 200 statunitense, vendendo 496 000 copie nella prima settimana. Si è collocato entro le prime dieci posizioni di numerose classifiche internazionali. Da esso, sono stati estratti quattro singoli che hanno anch'essi ottenuto un buon successo commerciale: Power, Monster, Runaway e All of the Lights.
Al momento della sua pubblicazione, My Beautiful Dark Twisted Fantasy ha ricevuto il plauso generale della critica musicale, che ne ha elogiato lo stile musicale variegato, la qualità della produzione massimalista e i temi affrontati da West. È stato anche eletto miglior album dell'anno da numerosi critici e incluso nelle liste di fine anno redatte dalle più autorevoli riviste del settore e successivamente in quelle riguardanti i migliori album del decennio. Infine, nel 2012 il disco è stato inserito nella lista dei 500 migliori album secondo Rolling Stone al 353º posto, per poi spingersi fino alla 17ª posizione nell'edizione aggiornata al 2020.

## Antefatti
L'album è stato concepito durante l'esilio autoimpostosi da West a Oahu, nelle Hawaii, per allontanarsi dagli Stati Uniti in seguito a un periodo di controversie sull'immagine pubblica dell'artista e a causa di uno stato di sovraccarico mentale in quel momento. West affermò in seguito che lo stress causato dal lavoro eccessivo lo aveva portato allo sfogo agli MTV Video Music Awards 2009 contro Taylor Swift, quando era salito sul palco mentre Swift riceveva un premio per prenderle il microfono e dire che il premio fosse in realtà meritato da Beyoncé. A causa delle controversie causate dalla risposta negativa all'incidente da parte dei media, West si allontanò e decise di non registrare più nuova musica per un breve periodo di tempo.
A causa della reazione negativa per l'incidente, il suo tour programmato con l'artista Lady Gaga per promuovere il suo album precedente, 808s & Heartbreak, fu annullato il 1º ottobre 2009, senza motivo.
L'album era precedentemente noto come Good Ass Job e provvisoriamente Dark Twisted Fantasy. Il rapper Big Sean della GOOD Music, l'etichetta di West, è stato il secondo ad annunciare come titolo dell'album Good Ass Job. Il 24 luglio 2010, sul blog di Kanye West, è apparso un banner con su scritto "My Dark Twisted Fantasy Trailer". Il 28 luglio 2010, Kanye ha annunciato tramite twitter che l'album non si chiamava più 'Good Ass Job' e che stava cercando un altro titolo. Il titolo ufficiale, My Beautiful Dark Twisted Fantasy, è stato annunciato il 5 ottobre 2010.

## Registrazione

### Sessioni di registrazione
Le sessioni di registrazione si sono tenute principalmente all'Avex Recording Studio in Honolulu, nelle Hawaii con registrazione aggiuntive al Glenwood Place Studios a Burbank, in California, all'Electric Lady Studios e al Platinum Sound Recording a New York. È stato riferito che Kanye ha speso più di 3 milioni di dollari della casa discografica Def Jam per registrare l'album. Ha poi spiegato il processo iniziale di registrazione a Noah Callahan-Bever, caporedattore di Complex ed un confidente di Kanye, all'epoca, disse che "si era rintanato in Hawaii e stava importando i suoi produttori e artisti preferiti a lavorare ed a ispirare la sua registrazione. Campo Rap!".
Gli artisti che hanno partecipato ad una o a più sessioni di registrazione sono: Raekwon, RZA, Pusha T, Rick Ross, Charlie Wilson, Big Sean, Prynce Cy Hi, Swizz Beatz, Dwele, Nicki Minaj, T.I., Drake, Common, Jay-Z, Eminem, Lil Wayne, John Legend, Fergie, Rihanna, The-Dream, Ryan Leslie, Elton John, M.I.A., Justin Vernon, Seal, Beyoncé Knowles, Kid Cudi, Mos Def, Santigold, Alicia Keys, Elly Jackson, e Tony Williams. Nei produttori discografici che hanno partecipato alle sessioni di registrazione dell'album con Kanye West ci sono anche, Q-Tip, RZA, DJ Premier, Madlib, e Pete Rock. Madlib ha dichiarato che ha prodotto cinque beat per l'album. DJ Premier ha poi rivelato che i suoi beat prodotti alla fine sono stati scartati.

### Processo di registrazione
Kanye, che aveva già registrato ad Avex 808s & Heartbreak, ha prenotato in blocco tre camere dello studio di sessione a tempo indeterminato per lavorare su My Beautiful Dark Twisted Fantasy. Secondo Noah Callahan-Bever, che ha visitato West durante le sessioni di registrazione, "quando colpisce una parete creativa ... si dirige verso un'altra sala dello studio per fare progressi su un'altra canzone". Ha spesso lavorato tutta la notte in studio, e gli ingegneri di registrazione erano presenti dietro al console di mixaggio 24 ore al giorno. Prima di registrare nel pomeriggio, Kanye e la maggior parte della sua squadra di 21 (variante del basket) hanno giocato contro gente del luogo presso il YMCA a Honolulu per svagarsi. Kid Cudi fumava marijuana in fase di preparazione e si allenava sul tapis roulant, mentre RZA si allenava in palestra. Kanye faceva colazione ogni giorno nella sua residenza a Diamond Head con il suo team.
Durante lo sviluppo dell'album, West ha preso altri produttori e musicisti che contribuiscono alla musica con conversazioni e contributi presso lo studio. Nell'osservare discussioni tra di loro durante la sua visita, Callahan-Bever ha osservato che "Nonostante i pesi massimi riuniti, gli ego di rado si scontrano; i discorsi sono caotici, illuminanti e produttivi [...] noi siamo qui per contribuire, sfidare, e ispirare". In un'intervista con Callahan-Bever, Q-Tip ha descritto il processo di registrazione come "musica del gruppo" e sul suo significato per le sessioni ed etica del lavoro di Kanye, afferma:
(Q-Tip)
Pete Rock ha detto della sua esperienza in studio con Kanye, "È assolutamente hip-hop, le sue radici, lo stavo testando sulle collaborazioni... Lo prende su un altro livello come fosse droga. Aveva questi musicisti e questa canzone, loro hanno lavorato sul mio beat reggae e l'hanno reso reale. Adoro come lavora — va in una stanza, scrive le rime e crea il sound e poi va in un'altra stanza a fare qualcos'altro.— Mi piace ciò che ha fatto". Il rapper Pusha T disse che l'album è come "un collage di suoni" e ha trovato in Kanye metodi poco ortodossi durante la registrazione per l'album, rivelando che "Si potrebbe facilmente essere al lavoro su una canzone, pensando che siamo in una modalità, e lui sente un suono da qualcuno come Jeff Bhasker (produttore) e concentra subito tutta la sua attenzione a quel suono e a farlo passare attraverso il suo schedario mentale, al punto tale che quel suono apparterrà al suo album". DJ Premier disse sulla produzione paragonandola a quelle precedenti di Kanye, "Beh, prima di tutto, se si guarda all'intera produzione di Kanye West, in realtà ha fatto un sacco con il campionamento, anche se è un'artista mainstream ... ma il suo nuovo album è pieno di beat e rime rigorosamente energiche. L'ha fatto totalmente con l'electro. Sarai sorpreso di ciò che ascolterai".

## Composizione

### Musica e stile
La musica dell'album, notata dagli esperti, incorpora elementi dei suoi quattro lavori precedenti. Simon Vozick-Levinson dell'Entertainment Weekly percepisce che tali elementi "tutti ricorrenti in vari punti", ovvero "il soul sontuoso de The College Dropout del 2004, la pompa sinfonica di Late Registration, la brillantezza di Graduation del 2007, e l'electro emotivamente esausta di 808s & Heartbreak del 2008". Sean Fennessey de The Village Voice scrisse che West "assorbe i doni dei suoi collaboratori scelti con cura, e occasionalmente li eleva" dai suoi precedenti lavori discografici, notando collaboratori ed elementi come Jon Brion per Late Registration ("arrangiamento orchestrale magistrale"), DJ Toomp per Graduation ("adatto a DJ Toomp che trasuda minacce") e Kid Cudi per 808s & Heartbreak ("le melodie di lamenti di Cudi diventano essenziali"). Ryan Dombal di Pitchfork lo definisce un "culmine" dei suoi lavori passati, scrivendo che "musicalmente, [l'album] continua in grande parte dove Graduation del 2007 aveva lasciato al proprio massimalismo hip-hop, con flashback al campionamento di The College Dropout e alla strumentazione barocca di Late Registration tessuta perfettamente". Andy Kellman di AllMusic vide anche lui un "culmine" dei suoi album, pur osservando che "non si limita a richiamare le caratteristiche di ciascuno di essi. I 13 brani [...] a volte si fondono insieme simultaneamente. Di conseguenza, gli strati sonori ed emotivi sono spesso difficili da indagare separatamente ed a numerarli". Kellman definisce All of the Lights il pezzo più rappresentativo dell'album.

### Temi
My Beautiful Dark Twisted Fantasy offre temi riguardo all'eccesso e alla celebrità, con argomenti come la decadenza, la grandiosità, l'evasione, il sesso, la ricchezza, l'amore, l'auto-esaltazione, e l'insicurezza. Andrew Martin del Prefix Magazine nota come l'etica dell'album fosse "il di più è meglio" e lo descrive come "una meditazione sulla fama", in cui West denigra il peso che essa comporta. My Beautiful Dark Twisted Fantasy offre anche riferimenti più espliciti verso l'uso degli alcolici e della droga rispetto ad album precedenti di Kanye. Nathan Rabin del The A.V. Club descrive l'album come "oscuramente divertente, con audacia introspettiva e tipicamente ossessionato dalla notorietà", rilevando "alti e bassi maniaci depressivi emozionanti" nei testi di West. La giornalista musicale Sean Fennessey ha comparato la struttura tematica a quella di una tragedia greca, aggiungendo che "le cose si infrangono, e [...] è causato da una donna".
Alex Denney di NME sottolinea come West "di volta in volta sia disgustosamente egocentrico, pentito, saggio, stupido e autoironico", "la pop star per i nostri tempi moralmente coinvolti; un consumatore istintivo con la bocca piena di diamanti e coscienza sporca, un performer che vive il sogno americano al suo massimo con un senso strisciante di vuoto spirituale nel suo cuore. My Beautiful Dark Twisted Fantasy cattura questa essenza in pieno". La scrittrice musicale Ann Powers crede che il tema predominante dell'album sia "la crisi da jet-lag cosmopolita [...] l'urlo esausto di uno che è sempre nuovo in città, a caccia di qualunque obiettivo o ragazza che si trova in una stanza, alimentato dal brusio dell'instancabile consumismo, ma sentendosi infine insoddisfatto". Powers vede nelle canzoni dell'album "porno, storie di disastri romantici, notti oscure infestate dal demonio dell'anima" e percepisce "l'incertezza di West sul proprio posto nel mondo" per collegarsi al tema della razza, dichiarando che "La mancanza di radici di West si celebra e si dispera su Fantasy appartenente a qualcuno che si sente indesiderato ovunque. Questo non è solo un problema personale. È la maledizione di ciò che il teorizzò Michael Eric Dyson sull'uomo nero superiore, abbracciato per il proprio talento, ma individuato per il colore della sua pelle". Il giornalista di musica Robert Christgau ritiene che i temi di insicurezza e di incertezza nell'album siano nel "cuore [di West], il suo messaggio, la ragione per cui è così importante", sottolineato dalle tracce Hell of a Life e Runaway.

## Struttura musicale
Il brano di apertura dell'album, Dark Fantasy, inizia con la narrazione di Nicki Minaj, la quale parla con un accento inglese, che funge come rivisitazione della rielaborazione poetica di Roald Dahl di Cinderella. Che introduce ai temi dell'album sulla decadenza e sull'edonismo, con West che riflette come "il progetto di bere finché il dolore non fosse finito / Ma cos'è peggio, il dolore o la sbornia?". Il testo della canzone contiene diversi riferimenti alla cultura musicale e popolare, compresi quelli alla canzone Mercy Mercy Me (The Ecology) di Marvin Gaye, all'auto sportiva italiana Lamborghini Murciélago, al rapper Nas, alla stilista Phoebe Philo, al racconto La leggenda della valle addormentata, al singolo Sex on Fire, alla cantante inglese Leona Lewis ed al personaggio della sitcom Otto sotto un tetto Steve Urkel. All of the Lights incorpora break drum and bass con squilli di ottoni. Il testo della canzone contiene un riferimento alla morte di Michael Jackson nei versi d'apertura e presenta un racconto di un personaggio che abusa della sua amante, va in carcere, si scontra con il nuovo fidanzato dell'amante, e successivamente si lamenta della sua assenza dalla vita del proprio figlio. Per la canzone, Kanye scelse 11 cantanti ospiti, tra cui Alicia Keys, John Legend, Elton John, Tony Williams, Elly Jackson e Rihanna, che cantano nel ritornello della canzone. In un'intervista per MTV, Jackson disse circa la sovrapposizione vocale della canzone: "Lui mi fece uno strato su tutte queste voci degli altri, voleva semplicemente usare i suoi cantanti preferiti di tutto il mondo per creare questa struttura vocale davvero unica sul suo disco, ma non è il genere di cose dove si può scegliere".
Devil in a New Dress si basa su un campionamento di Will You Love Me Tomorrow di Smokey Robinson. Il testo parla della lussuria e dell'angoscia, con immagini sessuali e religiose descritte da un critico come "una parte seducente, l'altra angelica". Questa è l'unica traccia non prodotta da Kanye, ma presenta il suo caratteristico stile di manipolazione del tono e del tempo dei campionamenti del soul classico. Runaway è dotato di un motivo basato su un pianoforte comprendente una serie di note prolungate minime e semibrevi, con una coda che incorpora archi leggeri e autotune per il canto di West. L'autocritica del narratore nella canzone riflette sulla sua personalità e sui suoi difetti caratteriali. Sean Fennessey cita la canzone come il punto dell'album in cui "l'auto-lacerazione sorpassi il chest-beating", fu colpito, inoltre, dalla frase "io sono così portato a trovare ciò che non mi piace più". Ispirata dalla sua relazione durata due anni con la modella Amber Rose, Hell of a Life contiene un campionamento di rock psichedelico e racconta un matrimonio con una pornostar. Secondo il critico Ryan Dombal, la canzone "tenta di piegare il suo principale motto - niente più droga per me, figa e la religione è tutto ciò di cui ho bisogno - in un nobile scopo. [...] La canzone offusca il confine tra fantasia e realtà, tra sesso e romanticismo, tra amore e religione, finché le linee non esistono più. Si tratta di un nirvana drogato con i demoni sottostanti, una condizione fragile che non può fare a meno di suddividersi in un brano successivo". Blame Game è una traccia in tono minore su una dolorosa lite domestica. Include il piano suonato dal produttore Mike Dean e la voce aggiuntiva di John Legend, più uno sketch profano del comico Chris Rock.
Lost in the World è dotato di tamburi tribali ed il campionamento di Woods di Bon Iver, una canzone originariamente scritta sull'alienazione, applicata da West "come il fulcro di un accattivante, sogno a occhi aperti comune" nell'album.

## Promozione
Il 4 ottobre 2010 è stata annunciata la data di pubblicazione dell'album, il 22 novembre 2010. Prima della sua uscita, West ha fatto partire il programma gratuito di musica G.O.O.D. Fridays, attraverso il suo sito web il 20 agosto 2010, il quale offre il download gratuito di brani inediti ogni venerdì, una parte dei quali sono stati inclusi nell'album. Fu intitolato come la sua etichetta discografica (G.O.O.D. Music), il programma ha generato una notevole pubblicità nei mesi precedenti l'uscita dell'album. Il coordinatore di marketing online Karen Civil disse del programma a posteriori, "È un'idea geniale. Ha fatto qualcosa che nessuno aveva mai fatto prima, e in un momento in cui lui è stato la persona più odiata nella musica, ha riportato entusiasmo con le sue uscite di venerdì". G.O.O.D. Fridays era originariamente destinato a continuare fino a dicembre, ma è stato prorogato da West fino al gennaio 2011. L'album è stato pubblicato come download digitale su Amazon.com ad un prezzo di listino di 3,99 dollari, che coincide con l'offerta di 3 dollari, fatta dal sito per gli acquisti di MP3 resa valida tutta la settimana della pubblicazione dell'album.
West aveva rivelato che sarebbe andato in tour per promuovere l'album, con possibili ospiti Nicki Minaj, Rick Ross, Kid Cudi, Jay-Z, Lil Wayne e Drake.

### Singoli
Il 28 maggio 2010 una versione incompiuta del primo singolo titolato Power è trapelata su Internet. Dispone di parti vocali aggiuntive di Dwele ed è stato co-prodotto da Kanye West e S1. Il remix ufficiale, con Jay-Z e Swizz Beatz, è stato presentato il 20 agosto 2010 sulla radio Hot 97 da DJ Kayslay. Il singolo ha raggiunto la posizione numero 22 della Billboard Hot 100 e ci ha trascorso otto settimane. La canzone è stata nominata come miglior interpretazione rap solista ai 53º Grammy Awards del 2011.
Il 12 settembre 2010, Kanye ha presentato il secondo singolo Runaway agli MTV Video Music Awards 2010. Tre settimane dopo, il 2 ottobre, Kanye ha eseguito la canzone al Saturday Night Live, insieme al primo singolo Power. Runaway è stato ufficialmente pubblicato su iTunes il 4 ottobre 2010. Ha trascorso 12 settimane nella Billboard Hot 100 raggiungendo la dodicesima posizione. Rolling Stone l'ha definito il miglior singolo del 2010 nella sua lista di fine anno. Un cortometraggio omonimo di 35 minuti, diretto dallo stesso West e contenente il video ufficiale del singolo, è stato distribuito il 23 ottobre 2010. Girato a Praga nel corso di quattro giorni durante l'estate 2010, il film è interpretato da West e dalla modella Selita Ebanks con lo script scritto da Hype Williams e con la storia scritta da Kanye. West ha descritto il video come una "rappresentazione globale di ciò che [sogna]" ed un parallelismo alla sua carriera musicale.
Il terzo singolo Monster è stato inviato alle radio il 21 settembre, ed è stato pubblicato su iTunes il 23 ottobre 2010. La canzone era stata originariamente distribuita il 27 agosto 2010 come parte dell'iniziativa G.O.O.D. Friday. Ha trascorso 5 settimane nell Billboard Hot 100 raggiungendo la posizione numero 18. Rolling Stone l'ha inserito al decimo posto dei migliori singoli del 2010 nella sua classifica di fine anno. La canzone è stata eseguita al concerto di Jay-Z e Eminem Home and Home il 14 settembre 2010, insieme a Nicki Minaj.
In ottobre Kanye annuncia All of the Lights come quarto singolo ufficiale. Prima della sua uscita come singolo, aveva debuttato al numero 92 della Billboard Hot 100 al momento della pubblicazione dell'album, e la traccia dell'album Dark Fantasy è entrata in classifica al numero 60 nella stessa settimana. Il singolo è stato pubblicato il 18 gennaio 2011 negli Stati Uniti e nel Regno Unito il 21 febbraio 2011. Ha raggiunto la posizione numero 18 della Billboard Hot 100 rimanendoci 8 settimane. Nel dicembre 2011, aveva venduto oltre 1.561.000 copie digitali negli Stati Uniti. Il singolo si è classificato bene mondialmente, compreso la posizione 8 in Brasile, la 15 in Regno Unito, la 13 in Irlanda, la 14 in Scozia e la 22 in Sud Corea. L'Australian Recording Industry Association (ARIA) l'ha certificato disco di platino per aver venduto più di 70.000 copie in Australia, la Recording Industry Association of New Zealand (RIANZ) lo certificò disco d'oro per le 7.500 copie distribuite in Nuova Zelanda e la Recording Industry Association of America (RIAA) lo certificò disco di platino per aver venduto più di un milione di copie negli Stati Uniti.

### Copertina
Il 17 ottobre 2010, Kanye West ha rivelato attraverso Twitter che My Beautiful Dark Twisted Fantasy era stato respinto da alcuni negozi a causa della sua copertina. L'opera (un ritratto di George Condo) mostra West attraversato da una femmina alata senza braccia (una fenice). Entrambi i personaggi sono raffigurati nudi, e una parte del seno e delle natiche della fenice sono visibili. L'artista successivamente disse che Kanye voleva una copertina che sarebbe stata bandita. Il dipinto è centrato con un sottile bordo giallo su uno sfondo rosso. L'opera segue il tema apparente del disco, così come il cortometraggio Runaway. Questa è una delle cinque copertine dell'album, tutte e cinque sono state incluse con l'acquisto. Una seconda copertina, con un dipinto di una ballerina sempre di Condo, è stata pubblicata nella pagina del pre-ordine dell'album su Amazon.com. Era in origine la copertina del singolo Runaway, ma in seguito Kanye decise di usare una foto di una ballerina del videoclip.
George Condo e Kanye West si sono incontrati per diverse ore ascoltando i nastri della sua musica, e nel corso di pochi giorni Condo fece otto o nove dipinti per l'album. Due di questi erano ritratti di West, uno era un primo piano estremo con occhi non corrispondenti e quattro denti. Un altro mostra la sua testa coronata e decapitata, posta lateralmente su una lastra bianca, trafitta da una spada. C'era anche un dipinto di una ballerina dispotica in un tutu nero, un dipinto di una corona e di una spada da soli in un paesaggio erboso, e una scena lurida di un uomo nero nudo su un letto, attraversato da una creatura femminile nuda con caratteristiche terribili: ali, senza braccia, e una lunga coda maculata. L'ultimo è la copertina originale dell'album. Secondo il New York, un nuovo dipinto per l'album, intitolato The Priest, è stato completato da Condo, che lo descrisse come un tentativo di portare le rappresentazioni di figure religiose nel mondo moderno.

## Accoglienza
| Recensione           | Giudizio   |
| -------------------- | ---------- |
| AllMusic             | [ 41 ]     |
| Robert Christgau     | A          |
| Entertainment Weekly | A          |
| The Guardian         | [ 107 ]    |
| The New York Times   | favorevole |
| Pitchfork            | (10.0/10)  |
| Rolling Stone        | [ 109 ]    |
| Slant Magazine       | [ 1 ]      |
| Spin                 | (9/10)     |
| The Village Voice    | favorevole |
| Metacritic           | (94/100)   |

My Beautiful Dark Twisted Fantasy ha ricevuto il plauso generale della critica musicale. Per il sito di recensioni Metacritic, My Beautiful Dark Twisted Fantasy ha raggiunto un punteggio di 94 su 100, basato su 43 recensioni, che segnala "acclamazione universale" Andy Gill de The Independent diede all'album cinque stelle su cinque e lo definì "uno degli album pop più vistosi, il più grande sforzo degli ultimi anni, senza esclusioni di colpi per stravaganza musicale in cui viene abbandonata ogni idea di buon gusto". Simon Vozick-Levinson dell'Entertainment Weekly ha elogiato Kanye, "testi scandalosamente edonistici" e commenta: "West ha ingannato in queste tracce con versi nitidi e maestosi intermezzi strumentali, poi allineati in una sequenza che chiede di essere ascoltata dall'inizio alla fine [...] i componenti essenziali di una struttura costruita solidamente — con facilità il suo album più coerentemente interessante da Late Registration del 2005". La scrittrice Ann Powers del Los Angeles Times chiamò la musica "come Picasso, adempiendo al mandato cubista di riorganizzare la forma, la consistenza, il colore e lo spazio per proporre nuovi modi di vedere le cose" Steve Jones dell'USA Today diede all'album quattro stelle su quattro, definendolo "un epico, avventuroso miscuglio sonoro che supera facilmente qualsiasi cosa abbia fatto lui". David Browne del TIME soprannomino l'album di Kanye "più stravagante [...] congestionato, costantemente movimentato", scrivendo che "ribadisce il fatto che pochi combinano elementi disparati così bene come Kanye". Chris Richard del The Washington Post lo chiamò il suo "capolavoro [...] pura bravura pop, con il più grande ego hip-hop chiave dell'ossessione personale in forme nuove senza alcuna scusa". Dan Vidal dell'URB (rivista musicale statunitense) ha dichiarato che "Kanye (così come Miles Davis) ha la capacità di far emergere i punti di forza dei suoi collaboratori — spremendo l'essenza della loro personalità artistica come parte migliore per la musica che crea".
Kitty Empire del The Guardian ha criticato i suoi testi per quanto riguarda "la figura delle donne come spietate assatanate di soldi" ma definì l'album "titanico [...] un imperfetto quasi capolavoro". Nonostante si noti un'incoerenza nel rap di Kanye, il redattore Andy Kellman di AllMusic ha descritto l'album come "un risultato profondamente affascinante" nella discografia di West, affermando che "come è faticoso è tonificante, come è di sangue freddo è struggente, quanto è meticolosamente scolpito, My Beautiful Dark Twisted Fantasy è di una straordinaria complessità con 70 minuti di canzoni [...] Come si gonfia l'ego e l'ambizione, così fa l'impugnazione, la ripugnanza, e - soprattutto - l'ingegno ". Rob Sheffield di Rolling Stone ha dato all'album cinque stelle su cinque, definendolo come miglior album di West e "la sua musica più maniacale ispira ancora, costeggiando sui livelli eroici di demenza, sfruttamento della prostituzione sulla cima del Monte Olimpo [...] Nessun altro sta facendo questa musica, audace e strana". Channing Freeman di Sputnikmusic dando quattro stelle e mezze su cinque, ha notato "un gusto per la vita in queste canzoni che è davvero molto bello" ed l'ha considerato come "il primo album in cui ha realmente vissuto a pieno il suo potenziale in ogni modo - come rapper, come paroliere e come un compositore". Jon Caramanica del The New York Times lo ha descritto come "un sorprendente lavoro massimalista con il tradizionale rap dell'Est Coast" e definì West "un rapper migliore di quanto non sia mai stato". Sean Fennessey de The Village Voice ha commentato che "Kanye sa rappare e cantare meglio e con più tenacia di quanto ne abbia avuta su Fantasy", mentre descrive l'album come "un incredibile, spettacolare lavoro [...] magistralmente progettato e sequenziato, ogni canzone è come un sanguinamento nella lunga notte fuori nella foschia del mattino dopo ".
Anslem Samuel di XXL ha dato all'album il punteggio massimo di "XXL" e ha elogiato la "sonica e i testi [...] brani realizzati che incorniciano i suoi sfoghi sinceri e le sue riflessioni interiori oneste". Alex Denney di NME l'ha definito "un ritratto assolutamente smagliante di un uomo schizoide del XXI secolo". Chris Martins di Spin notò come la produzione fosse "forte e orgogliosa, ma anche struggente e avvincente" e ha definito l'album "un sinistro, orchestrale, affare estremamente grandioso che deve tanto all'ego dell'artista autoarrichitosi per quanto riguarda l'identità vorace che vorrebbe distruggerlo pubblicamente". Lo scrittore Thomas Conner del Chicago Sun-Times diede quattro stelle su quattro e commentò che la "difficoltà nella comunicazione" di Kanye è "piuttosto interessante nel disco". Lo scrittore Greg Kot del Chicago Tribune
ebbe la sensazione che l'album fosse "una collisione di opulenza e di vuoto" e fece i complimenti alla trasparenza di West, "la sua fedeltà quasi patologica ad esprimere le sue emozioni, senza filtri [...] un curioso mix di spavalderia e di vulnerabilità". Nitsuh Abebe del New York definì l'album "avventuroso, feroce e pieno di vitalità", scrivendo che "Il suo filo conduttore sembra essere quello di darsi da fare su tutti i fronti: essere più opulento e artistico, essere più vizioso e offeso, essere più 'complicato' e auto-lacerato". Matthew Cole del Slant Magazine ha considerato l'album una pietra miliare della musica hip-hop ed ha lodato i temi sull'"auto-esaltazione e sull'auto-cancellazione", scrivendo che "consente a Kanye una gamma di temi sufficientemente ampia per affrontare il suo orgoglio e la sua angoscia". Ryan Dombal di Pitchfork l'ha definito "un'esplorazione edonistica della personalità di un americano ricco e famoso". David Amidon di PopMatters dando un punteggio di 10 su 10, si complimentò per i temi dicotomici di Kanye e disse che "ci sono pochi album più umani nell'hip-hop".

## Riconoscimenti

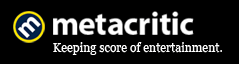
Metacritic, il sito aggregatore di recensioni, ha soprannominato l'album "il migliore del 2010".

L'album è apparso in numerose liste di fine anno dei migliori album dai critici musicali a dalle riviste. Lo scrittore del Chicago Tribune Greg Kot l'ha inserito al numero 7 dei suoi migliori album dell'anno, scrivendo che "trasforma le contraddizioni in punti di forza, un mix di opulenza classica, ritmi sporchi, audacia e vulnerabilità". PopMatters l'ha definito quarto miglior album dell'anno nella sua lista di fine anno, definendolo "l'autoritratto di Kanye West, nel Cubismo: complesso, petulante, un po' paranoico, ma pieno di idee e mai noioso". Chris Yuscavage di Vibe l'ha classificato al primo posto sulla sua lista dei 10 migliori album del 2010. Paste l'ha nominato il miglior album del 2010, e il giornalista del mensile M.T. Richards l'ho definì "uno sfumato, disco intimamente personale, dove anche ostentatamente le tracce sono piene di vanterie ed aggrovigliate con le insicurezze personali e professionali [...] forse il ritratto definitivo di questo secolo di tormento, vanità, illusione, e pathos". Il The Guardian l'ha incluso al numero due nella lista dei 40 migliori album del 2010 commentando che West "rimane, sui dischi, uno degli artisti più interessanti del nostro tempo". Il 'NME' l'ha classificato al trentaquattresimo posto nella lista dei 75 miglior album del 2010
Molti critici e riviste l'hanno eletto miglior album dell'anno. Spin ha collocato l'album al numero uno della sua lista dei 40 migliori album del 2010. Nominandolo album migliore dell'anno, lo scrittore della rivista Charles Aaron scrisse "è l'album del 2010, perché Kanye mette in scena ... con un'avversione verso l'immaginario musicale che è inquietante, sinfonico, depresso, devastato dai riff, e mosso dal rap più tecnico che avesse mai fatto". Billboard, il Time, Slant Magazine, Pitchfork Media e Rolling Stone hanno nominato l'album il migliore del 2010 nelle loro liste di fine anno. Sia Chris Richards che Allison Stewart del The Washington Post hanno nominato l'album il migliore del 2010. Jon Caramanica, Nate Chinen e Jon Pareles del The New York Times hanno tutti e tre inserito l'album all'interno delle loro liste dei migliori 10 album dell'anno. Metacritic, che raccoglie recensioni di album musicali, nominò l'album il miglior recensito dalla critica del 2010.

### Grammy
My Beautiful Dark Twisted Fantasy ha vinto un Grammy per il miglior album rap alla 54ª edizione dei Grammy nel 2012. La canzone "All of the Lights" è stata nominata, sempre per i Grammy, come miglior canzone dell'anno, miglior canzone rap e miglior collaborazione rap, vincendo nelle ultime due categorie. Tuttavia, l'album non è stato nominato come album dell'anno, ciò è stato visto come un "affronto" da parecchie parti, insieme al rifiuto di inserire Watch the Throne, l'album in collaborazione con Jay-Z nella stessa categoria. In un artico del TIME, il giornalista di musica Touré elaborando sul successo dell'album, candidato in categorie minori "premi stupidi", ha dichiarato: "MBDTF è di gran lunga il miglior album recensito da molti anni:. i critici sono impazziti per esso come se niente fosse successo dal culmine dei Radiohead ed ha venduto bene, oltre 1,2 milioni finora. Allora cosa è successo? Come mai è stata trascurata dai Grammy l'opera massima di Kanye e si è data la nomination al gadget sonoro di 21 di Adele?" Ha esplorato possibili ragioni per cui la Recording Academy l'ha snobbato, tra cui i voti separati per My Beautiful Dark Twisted Fantasy e Watch the Throne, le preoccupazioni per le controversie del passato di West, e per candidati più commercialmente attraenti, ma alla fine ha dichiarato:
(Touré)
Sul Los Angeles Times, il giornalista musicale Randall Roberts criticò le nomination per i 54esimi Grammy Awards, in particolare per la categoria Album of the Year, notando l'esclusione di My Beautiful Dark Twisted Fantasy, "l'album più acclamato dell'anno, un disco che definisce una carriera", è un affronto a favore della nomina di album meno sostanziali. West, espresse il proprio disappunto per l'affronto sui premi passati, sul palco durante un concerto del Watch the Throne Tour, dicendo: "Questa è stata colpa mia per aver fatto uscire Watch the Throne e Dark Fantasy nello stesso anno. Avrei dovuto semplicemente distanziarli, solo un po' di più".

## Tracce
CD
1. Dark Fantasy – 4:40 (testo: Kanye West, Robert Diggs, Ernest Wilson, Jeff Bhasker, Michael Dean, Malik Jones, Justin Vernon, Onika Maraj, Jon Anderson, Michael Oldfield – musica: Kanye West, RZA, No I.D., Jeff Bhasker, Mike Dean)
2. Gorgeous (feat. Kid Cudi & Raekwon) – 5:57 (testo: Kanye West, Scott Mescudi, Corey Woods, Ernest Wilson, Michael Dean, Malik Jones, Che Smith, Harold Clark, James McGuinn – musica: Kanye West, No I.D., Mike Dean)
3. Power – 4:52 (testo: Kanye West, Larry Griffin Jr., Michael Dean, Jeff Bhasker, Andwele Gardner, Ken Lewis, Francois Bernheim, Jean-Pierre Lang, Boris Bergman, Robert Fripp, Michael Giles, Greg Lake, Ian McDonald, Peter Sinfield – musica: Kanye West, Symbolic One, Jeff Bhasker, Mike Dean)
4. All of the Lights (Interlude) – 1:02 (testo: Kanye West, Michael Dean – musica: Kanye West, Mike Dean)
5. All of the Lights – 4:59 (testo: Kanye West, Jeff Bhasker, Scott Mescudi, Malik Jones, Warren Trotter, Stacy Ferguson – musica: Kanye West, Jeff Bhasker)
6. Monster (feat. Jay-Z, Rick Ross, Nicki Minaj & Bon Iver) – 6:18 (testo: Kanye West, Shawn Carter, William Roberts II, Onika Maraj, Justin Vernon, Patrick Reynolds, Jeff Bhasker, Malik Jones, Michael Dean, Ben Bronfman, Daniel Lynas, Harley Wertheimer – musica: Kanye West, Mike Dean, Plain Pat)
7. So Appalled (feat. Jay-Z, Pusha T, CyHi the Prince, Swizz Beatz & RZA) – 6:38 (testo: Kanye West, Shawn Carter, Terrence Thornton, Cydel Young, Kaseem Dean, Robert Diggs, Ernest Wilson, Mike Dean, Manfred Mann – musica: Kanye West, No I.D., Mike Dean)
8. Devil in a New Dress (feat. Rick Ross) – 5:52 (testo: Kanye West, William Roberts II, Roosevelt Harrell, Michael Dean, Malik Jones, Carole King, Gerry Goffin – musica: Bink, Mike Dean)
9. Runaway (feat. Pusha T) – 9:08 (testo: Kanye West, Terrance Thornton, Emile Haynie, Jeff Bhasker, Mike Dean, Malik Jones, Peter Phillips, John Branch – musica: Kanye West, Emile, Jeff Bhasker, Mike Dean)
10. Hell of a Life – 5:27 (testo: Kanye West, Michael Caren, Ernest Wilson, Michael Dean, Sylvester Stewart, Tony Joe White, Terence Butler, Anthony Iommi, John Osbourne, William Ward – musica: Kanye West, Mike Caren, No I.D., Mike Dean)
11. Blame Game (feat. John Legend) – 7:49 (testo: Kanye West, John Stephens, Justin Franks, Khloe Mitchell, Michael Dean, Richard James – musica: Kanye West, DJ Frank E, Mike Dean)
12. Lost in the World (feat. Bon Iver) – 4:16 (testo: Kanye West, Justin Vernon, Jeff Bhasker, Manu Dibango, James Brown, Gil Scott-Heron, Edwin Bocage, Alfred Scramuzza – musica: Kanye West, Jeff Bhasker)
13. Who Will Survive in America – 1:38 (testo: Kanye West, Jeff Bhasker, Gil Scott-Heron, Edwin Bocage, Alfred Scramuzza – musica: Kanye West, Jeff Bhasker)

Tracce bonus nell'edizione iTunes
1. See Me Now (feat. Beyoncé, Charlie Wilson & Big Sean) – 6:03 (testo: Kanye West, Beyoncé Knowles, Charles Wilson, Sean Anderson – musica: Kanye West, No I.D., Lex Luger)

DVD
1. Runaway – 35:00

Note
- Dark Fantasy contiene vocali non accreditati di Nicki Minaj, Justin Vernon, Teyana Taylor e Amber Rose.
- Gorgeous contiene vocali non accreditati di The Wrldfms Tony Williams.
- Power contiene vocali non accreditati di Dwele.
- All of the Lights contiene vocali non accreditati di Rihanna, Kid Cudi, THe Wrldfms Tony Williams, The-Dream, Charlie Wilson, John Legend, Elly Jackson, Alicia Keys, Elton John, Fergie, Ryan Leslie, Drake, Alvin Fields e Ken Lewis.
- Runaway contiene vocali non accreditati di The Wrldfms Tony Williams e The-Dream.
- Hell of a Life contiene vocali non accreditati di Teyana Taylor e The-Dream.
- Blame Game contiene vocali non accreditati di Chris Rock e Selma Kenas.
- Lost in the World e Who Will Survive in America contengono vocali non accreditati di Charlie Wilson, Kaye Fox, The Wrldfms Tony Williams, Alicia Keys e Elly Jackson.

Campionamenti
- Dark Fantasy contiene campionature di In High Places di Mike Oldfield.
- Gorgeous contiene porzioni ed elementi della composizione You Showed Me, scritta da Gene Clark e Roger McGuinn.
- Power contiene elementi di It's Your Thing di Cold Grits, contiene elementi di Afroamerica scritta dai Continent Number 6, e contiene materiale campionato prelevato da 21st Century Schizoid Man, scritta dai King Crimson.
- So Appalled contiene campionature di You Are – I Am dei Manfred Mann's Earth Band.
- Devil in a New Dress contiene campionature di Will You Still Love Me Tomorrow cantata da Smokey Robinson.
- Runaway contiene sample di Expo 83 cantata da Backyard Heavies, e contiene estratti da Rick James ‘Live at Long Beach, CA’ 1981.
- Hell of a Life contiene campionature di She's My Baby scritta da Mojo Men, contiene campionature di Stud-Spider scritta da Tony Joe White, e contiene porzioni di Iron Man dei Black Sabbath.
- Blame Game contiene elementi di Avril 14th scritta da Aphex Twin.
- Lost in the World contiene porzioni di Soul Makossa, scritta da Manu Dibango, contiene una campionatura di Think (About It) cantata da Lyn Collins, contiene campionature di The Woods cantata da Bon Iver, e contiene campionature di Comment No. 1 cantata da Gil Scott-Heron.
- Who Will Survive In America contiene campionature di Comment No. 1 cantata da Gil Scott-Heron.

## Formazione
Crediti per My Beautiful Dark Twisted Fantasy tratti da Allmusic.

### Musicisti
- Ian Allen – battimani
- Tim Anderson – corno francese
- Richard Ashton – corno francese
- Chris "Hitchcock" Chorney – violoncello, arrangiamento violoncello
- Wilson Christopher – battimani
- Rosie Danvers – violoncello, direttore d'orchestra, orchestrazione
- Uri Djemal – battimani
- Drake – voce
- The-Dream – voce
- Dwele – voce
- Fergie – voce
- Alvin Fields – canto, voce
- Simon Finch – tromba
- Danny Flam – ottoni, legni
- Kay Fox – voce
- Mark Frost – trombone
- Andrew Gathercole – tromba
- Tony Gorruso – ottoni, legni
- Elly Jackson – voce
- Elton John – piano, voce
- Philip Judge – trombone
- Salma Kenas – voce
- Alicia Keys – voce

- Kid Cudi – voce
- Ken Lewis – basso, ottoni, canto, programmazione batteria, ingegnere, chitarra, arrangiamenti corni, organo, voce, legni
- John Legend – voce
- Ryan Leslie – voce
- Mike Lovatt – tromba
- Nicki Minaj – voce
- Khloe Mitchell – poetry
- Rihanna – voce
- Rachel Robson – viola
- Chris Rock – voce
- Amber Rose – voce
- Tom Rumsby – corno francese
- Jenny Sacha – violino
- Kotono Sato – violino
- Gil Scott-Heron – voce
- Chris Soper – battimani
- Teyana Taylor – voce
- Justin Vernon – voce, cori
- Chloe Vincent – flauto
- Tony Williams – voce, cori
- Charlie Wilson – voce

### Produzione
- Virgil Abloh – direttore artistico
- Chris Atlas – marketing
- Jeff Bhasker – produzione aggiuntiva, arrangiamento violoncello, tastiere, pianoforte, produttore
- Peter Bischoff – assistente, assistente ingegnere, ingegnere
- Al Branch – marketing
- Leesa D. Brunson – A&R
- Don C. – A&R
- Mike Caren – produttore
- Shawn Carter – produttore esecutivo
- Cary Clark – assistente missaggio
- George Condo – artwork, pitture
- Andrew Dawson – produzione aggiuntiva, ingegnere, missaggio
- Mike Dean – produzione aggiuntiva, basso, arrangiamento violoncello, ingegnere, chitarra, tastiere, missaggio, pianoforte, produttore, solista
- DJ Frank E – produttore
- Emile – produttore
- Ryan Gilligan – ingegnere
- Noah Goldstein – ingegnere
- Alex Graupera – assistente
- Gaylord Holomalia – assistente
- Phil Joly – assistant, assistente ingegnere, ingegnere
- Terese Joseph – A&R
- Kyambo "Hip Hop" Joshua – produttore esecutivo
- Doug Joswick – produzione confezione

- JP Robinson – coordinatore artistico
- Anthony Kilhoffer – programmazione batteria, ingegnere, missaggio
- Brent Kolatalo – programmazione batteria, ingegnere, tastiere
- Erik Madrid – assistente missaggio
- Manny Marroquin – missaggio
- Vlado Meller – mastering
- Christian Mochizuki – assistente, assistente ingegnere, ingegnere
- Fabien Montique – fotografia
- No I.D. – produttore
- Plain Pat – produzione aggiuntiva
- Christian Plata – assistente missaggio
- Antonio "L.A." Reid – produttore esecutivo
- Patrick "Plain Pat" Reynolds – A&R
- Gee Roberson – produttore esecutivo
- Todd Russell – coordinatore artistico
- RZA – produttore
- S1 – produttore
- Tommy D. – produttore
- Marcos Tovar – ingegnere vode
- Tracey Waples – marketing
- Eric Weissman – sample clearance
- Kanye West – direzione artistica, produzione esecutiva, produzione
- Kristen Yiengst – coordinamento artistico

## Successo commerciale
L'album ha debuttato al numero uno della Billboard 200, vendendo 496.000 copie nella sua prima settimana. È il suo quarto album al numero uno consecutivo negli Stati Uniti, e la sua settimana di debutto è la quarta miglior settimana di vendita nel 2010, mentre le 224.000 copie digitali vendute nella prima settimana rendono la settimana di debutto la quarta migliore in relazione alle copie digitali nel 2010. L'album, inoltre, ha raggiunto la prima posizione anche in altre classifiche Billboard: Top R&B/Hip-Hop Albums, Rap Albums e Digital Albums. L'11 gennaio 2011 My Beautiful Dark Twisted Fantasy è stato certificato disco di platino dalla Recording Industry Association of America (RIAA) per aver distribuito più di un milione di copie negli Stati Uniti. Ha trascorso 34 settimane nella Billboard 200, e nel febbraio 2012 secondo la Nielsen SoundScan ha venduto 1.254.000 di copie negli Stati Uniti.
In Canada, ha debuttato in prima posizione con 29.000 copie vendute nella prima settimana. Nel Regno Unito ha debuttato alla posizione numero 16 nella Official Albums Chart, ed ha trascorso sei settimane. È stato certificato disco di platino dalla British Phonographic Industry (BPI). In Australia ha raggiunto la sesta posizione nell'ARIA Top 50 Albums e la seconda posizione nella classifica urban. Il 21 marzo 2011 l'album è stato certificato disco di platino dalla Australian Recording Industry Association (ARIA) per aver distribuito più di 70.000 copie in Australia.

## Classifiche

### Classifiche settimanali
| Classifica (2010-25) | Posizione massima |
| -------------------- | ----------------- |
| Australia            | 6                 |
| Belgio (Fiandre)     | 21                |
| Belgio (Vallonia)    | 43                |
| Canada               | 1                 |
| Corea del Sud        | 2                 |
| Danimarca            | 4                 |
| Finlandia            | 42                |
| Francia              | 28                |
| Germania             | 19                |
| Giappone             | 15                |
| Grecia               | 9                 |
| Irlanda              | 18                |
| Islanda              | 7                 |
| Messico              | 87                |
| Norvegia             | 7                 |
| Nuova Zelanda        | 10                |
| Paesi Bassi          | 17                |
| Regno Unito          | 16                |
| Repubblica Ceca      | 30                |
| Scozia               | 24                |
| Spagna               | 97                |
| Stati Uniti          | 1                 |
| Svezia               | 19                |
| Svizzera             | 10                |

### Classifiche di fine anno
| Classifica (2010) | Posizione |
| ----------------- | --------- |
| Australia         | 67        |
| Classifica (2011) | Posizione |
| Australia         | 49        |
| Canada            | 21        |
| Stati Uniti       | 11        |
| Classifica (2016) | Posizione |
| Stati Uniti       | 186       |
| Classifica (2018) | Posizione |
| Islanda           | 98        |
| Classifica (2021) | Posizione |
| Belgio (Fiandre)  | 166       |
| Islanda           | 30        |
| Stati Uniti       | 152       |
| Classifica (2022) | Posizione |
| Australia         | 77        |
| Belgio (Fiandre)  | 133       |
| Islanda           | 21        |
| Stati Uniti       | 115       |
| Classifica (2023) | Posizione |
| Australia         | 77        |
| Belgio (Fiandre)  | 135       |
| Islanda           | 16        |
| Stati Uniti       | 175       |
| Classifica (2024) | Posizione |
| Portogallo        | 104       |